# Тімо Ніємінен
Тімо Ніємінен (фін. Timo Nieminen; нар. 6 жовтня 1981) — колишній фінський тенісист.
Найвищу одиночну позицію світового рейтингу — 254 місце досяг 21 липня 2003, парну — 318 місце — 5 липня 2004 року.
Завершив кар'єру 2013 року.

## Титули Туру в одиночному розряді - всі рівні (16)
| Легенда (одиночний розряд) |
| Великий шлем (0)           |
| Tennis Masters Cup (0)     |
| Серія Мастерс ATP (0)      |
| Тур ATP (0)                |
| Челленджери (0)            |
| Ф'ючерси (16)              |

| Ранг | Дата | Турнір      | Покриття   | Суперник у фіналі | Рахунок       |
| 1.   | 2002 | Юрмала      | Ґрунт      | Андрій Черкасов   | 4–6, 6–4, 6–2 |
| 2.   | 2003 | Savitaipale | Ґрунт      | Михайло Єлгін     | 6–3, 6–4      |
| 3.   | 2003 | Vierumäki   | Тверде     | Майт Кюннап       | 6–3, 6–2      |
| 4.   | 2003 | Гетеборг    | Тверде (i) | Роберт Ліндстедт  | 6–2, 4–6, 6–1 |
| 5.   | 2006 | Краків      | Ґрунт      | Юліан Райстер     | 2–6, 6–3, 6–1 |
| 6.   | 2007 | Сідней      | Тверде     | Ті Чжень          | 7–5, 6–4      |
| 7.   | 2008 | Осло        | Ґрунт      | Стіан Боретті     | 6–3, 6–4      |
| 8.   | 2009 | Vierumäki   | Ґрунт      | Юго Паукку        | 7–5, 2–6, 6–4 |
| 9.   | 2009 | Лідчепінг   | Тверде (i) | Фредерік Нільсен  | 6–2, 6–2      |
| 10.  | 2010 | Алкмар      | Ґрунт      | Міхал Шмід        | 6–1, 6–3      |
| 11.  | 2010 | Вільнюс     | Ґрунт      | Денісс Павловс    | 7–5, 6–2      |
| 12.  | 2010 | Ляймен      | Тверде (i) | Гольґер Фішер     | 6–3, 7–5      |
| 13.  | 2011 | Бостад      | Ґрунт      | Кетелін Гирд      | 6–3, 6–7, 6–4 |
| 14.  | 2011 | Vierumäki   | Ґрунт      | Володимир Іванов  | 6–3, 6–1      |
| 15.  | 2011 | Ізернгаген  | Тверде (i) | Петер Торебко     | 6–2, 6–4      |
| 16.  | 2012 | Бостад      | Ґрунт      | Люка Пуй          | 2–6, 7–5, 6–2 |